# 麻田守孝
麻田 守孝（あさだ もりたか、1949年〈昭和24年〉5月30日 - ）は日本の実業家。大東建託の代表取締役社長（第2代目）を務めた。

## 来歴
広島県出身。広島県立広島工業高等学校卒業。広島市の酒蔵勤務を経て、1986年に大東建託入社後、統括本部長や執行役員テナント営業統括本部長、常務、専務取締役や副社長、子会社の大東ファイナンス代表取締役社長を歴任し、2004年に多田勝美の後任として代表取締役社長に就任し、大東共済会や大東ファイナンスの代表取締役社長などを兼任した。
2006年に健康上の理由により代表取締役社長を辞任し、前社長で当時取締役会長であった多田勝美が再度代表取締役と社長に就任し、代表取締役会長兼社長となる。麻田は取締役、次いで専務取締役に就任し、2008年には取締役を退任する。

## 経歴
- 1968（昭和43）年
  - 4月:田熊酒本店入社。
- 1985（昭和60）年
  - 11月:田熊酒本店取締役就任。
- 1986（昭和61）年
  - 10月:大東建託入社。
- 1995（平成7）年
  - 4月:統括本部部長就任。
  - 6月:取締役　統括本部部長就任。
- 1997（平成9）年
  - 4月:常務取締役　統括本部長就任。
- 2000（平成12）年
  - 4月:常務執行役員　テナント営業統括本部長兼テナント営業統括部部長就任。
- 2001（平成13）年
  - 6月:専務執行役員　テナント営業統括本部長兼テナント営業統括部部長就任。
- 2002（平成14）年
  - 4月:専務取締役　営業本部長就任。
- 2003（平成15）年
  - 4月:取締役副社長　営業本部長就任。大東ファイナンス代表取締役社長兼任。
- 2004（平成16）年
  - 4月:代表取締役社長　営業本部長就任。大東ファイナンス代表取締役社長、大東共済会代表取締役社長兼任。
- 2006（平成18）年
  - 4月:代表取締役社長を辞任。取締役就任。
- 2007（平成19）年
  - 4月:専務取締役　テナント営業統括部長就任。
- 2008（平成20）年:取締役退任。